# Partito Conservatore della Nuova Zelanda
Il Partito Conservatore della Nuova Zelanda (in inglese Conservative Party of New Zealand) è un partito politico neozelandese di orientamento cristiano-conservatore fondato nel 2011. Nel 2017 ha cambiato nome in New Conservative.

## Storia
Il partito è stato fondato il 3 agosto 2011 da Colin Craig, un imprenditore che l'anno precedente si era candidato come sindaco alle elezioni amministrative di Auckland, raccogliendo l'8,7% dei voti. I Conservatori si candidarono alle elezioni generali tenutesi nell'ottobre dello stesso anno, inglobando il preesistente Kiwi Party (una scissione dell'ala pentecostale di United Future New Zealand) e il New Citizen Party. Alle elezioni il partito ottenne 59 237 voti, pari al 2,65%, ma senza conquistare alcun seggio.
Tra 2011 e 2014 Craig donò al partito complessivamente 3 milioni di dollari neozelandesi, guadagnando un certo consenso, anche grazie al suo eccentrico stile di leadership. La sua figura si rivelò tuttavia anche un boomerang, a causa di posizioni controverse, come il fatto di non riconoscere che gli umani siano arrivati sulla luna. Nonostante alcuni osservatori avessero ipotizzato un possibile accordo di desistenza tra i Conservatori e il Partito Nazionale (che avrebbe dovuto permettere a Craig di entrare in Parlamento vincendo un seggio uninominale in cambio di un appoggio dei Conservatori al principale partito di centro-destra negli altri seggi), e nonostante un'iniziale apertura da parte del leader conservatore John Key, alla fine l'accordo non venne raggiunto, sia a causa dell'immagine di Craig che della contrarietà dei Conservatori alla legge contro le punizioni corporali sui bambini e al matrimonio tra persone dello stesso sesso. Durante la campagna elettorale per le successive elezioni generali del 2014 Craig riuscì a ottenere la partecipazione al confronto televisivo tra i leader dei partiti minori, dopo aver fatto causa alla rete televisiva TV3. Alle successive elezioni il partito migliorò i propri risultati, ottenendo 95 958 voti, pari al 3,97%, ma senza raggiungere l'ingresso in Parlamento.
L'anno successivo tuttavia l'ascesa del partito venne interrotta da uno scandalo che coinvolse Craig, riguardante i comportamenti da lui tenuti nei confronti della portavoce del partito, Rachel MacGregor, che lo accusò di averla molestata. Lo scandalo si unì a un tentativo da parte di alcuni dirigenti del partito di sostituire Craig. La vicenda ebbe strascichi legali e solo due anni dopo, nel 2017, il partito elesse come nuovo presidente Leighton Baker.
Nelle elezioni generali del 2017 il partito perse quasi totalmente il proprio elettorato (in gran parte a vantaggio del Partito Nazionale), raggiungendo solo 6235 voti, pari allo 0,24% dei votanti. A seguito del risultato venne deciso un cambiamento del nome del partito in New Conservative Party. Alle elezioni generali del 2020 il partito, che nei mesi precedenti era tornato sulla scena pubblica opponendosi ai lockdown contro la pandemia da Covid-19, riuscì a recuperare rispetto alle elezioni precedenti, ottenendo 42613 voti, pari all'1,48%, comunque insufficienti per l'ingresso in Parlamento. Da sondaggi risultava che gli elettori del partito erano in prevalenza fedeli cristiani e appartenenti alla classe lavoratrice. Dopo la nuova sconfitta elettorale venne eletto come presidente Eliot Ikilei, che dopo appena un mese si dimise.

## Posizioni politiche
Sotto la leadership di Craig il partito è stato definito "uno strumento di destra per un disparato insieme di ideologie", con posizioni populiste, come la proposta di istituire referendum vincolanti e quella di introdurre un divieto per gli stranieri di possedere azioni neozelandesi. In campo ambientale proponeva l'abolizione del sistema di scambio delle emissioni, mentre per quanto riguarda la sicurezza venivano proposte tradizionali politiche law and order. In materia economica il partito propose l'introduzione di un'esenzione dalle imposte sino ai 20 000 $ neozelandesi e una flat tax per le fasce di reddito successive, ma anche un aumento della durata dei congedi parentali sino ai 12 mesi.
Sotto la leadership di Baker il partito si è concentrato sui temi della famiglia tradizionale (opponendosi alle nuove idee sull'identità di genere e sull'educazione sessuale) e della riforma carceraria, e si è impegnato per una liberalizzazione delle leggi sull'uso delle armi da fuoco e per politiche neoliberali in materia economica, proponendosi come un partito non strettamente confessionale, ma impegnato nella difesa della democrazia occidentale e dei "principi giudeo-cristiani" contro la legge islamica. Nel 2020, in occasione della tornata referendaria di quell'anno, il partito si schierò contro la legalizzazione di eutanasia e cannabis e contro un'altra legge approvata nello stesso anno per liberalizzare maggiormente l'aborto, senza tuttavia ricorrere a motivi strettamente religiosi. Il partito si è inoltre schierato contro la legislazione speciale a tutela della minoranza maori, come i finanziamenti speciali, il tribunale Waitangi e i collegi elettorali maori, visti come esempi di una politica di "segregazione". Il portavoce di queste posizioni del partito è stato l'allora vicepresidente Eliot Ikilei, di origine maori. Per quanto riguarda la politica estera, il partito ha assunto posizioni filosioniste, favorevoli a maggiori legami commerciali con Israele e a incentivi ai paesi arabi confinanti affinché accolgano i rifugiati palestinesi. Diversi osservatori hanno sostenuto che la retorica del partito sia influenzata dal nazionalismo cristiano bianco di matrice statunitense e più in generale dalla destra radicale internazionale.

## Risultati elettorali
| Elezione      | Voti   | %    | Seggi   |
| ------------- | ------ | ---- | ------- |
| Generali 2011 | 59.237 | 2,65 | 0 / 121 |
| Generali 2014 | 95.958 | 3,97 | 0 / 121 |
| Generali 2017 | 6.253  | 0,24 | 0 / 120 |
| Generali 2020 | 42.613 | 1,48 | 0 / 120 |